# À la recherche de l’Égypte oubliée
À la recherche de l’Égypte oubliée (A la recerca de l'Egipte oblidat) és una monografia il·lustrada sobre la història del redescobriment de l'antic Egipte i de l'egiptologia. L'obra és el primer volum de la col·lecció enciclopèdica Aguilar Universal, escrita per l'egiptòleg francés Jean Vercoutter.
L'edició original en francés l'edità Gallimard el 1986, l'obra que inaugurà la col·lecció «Découvertes Gallimard».

## Introducció

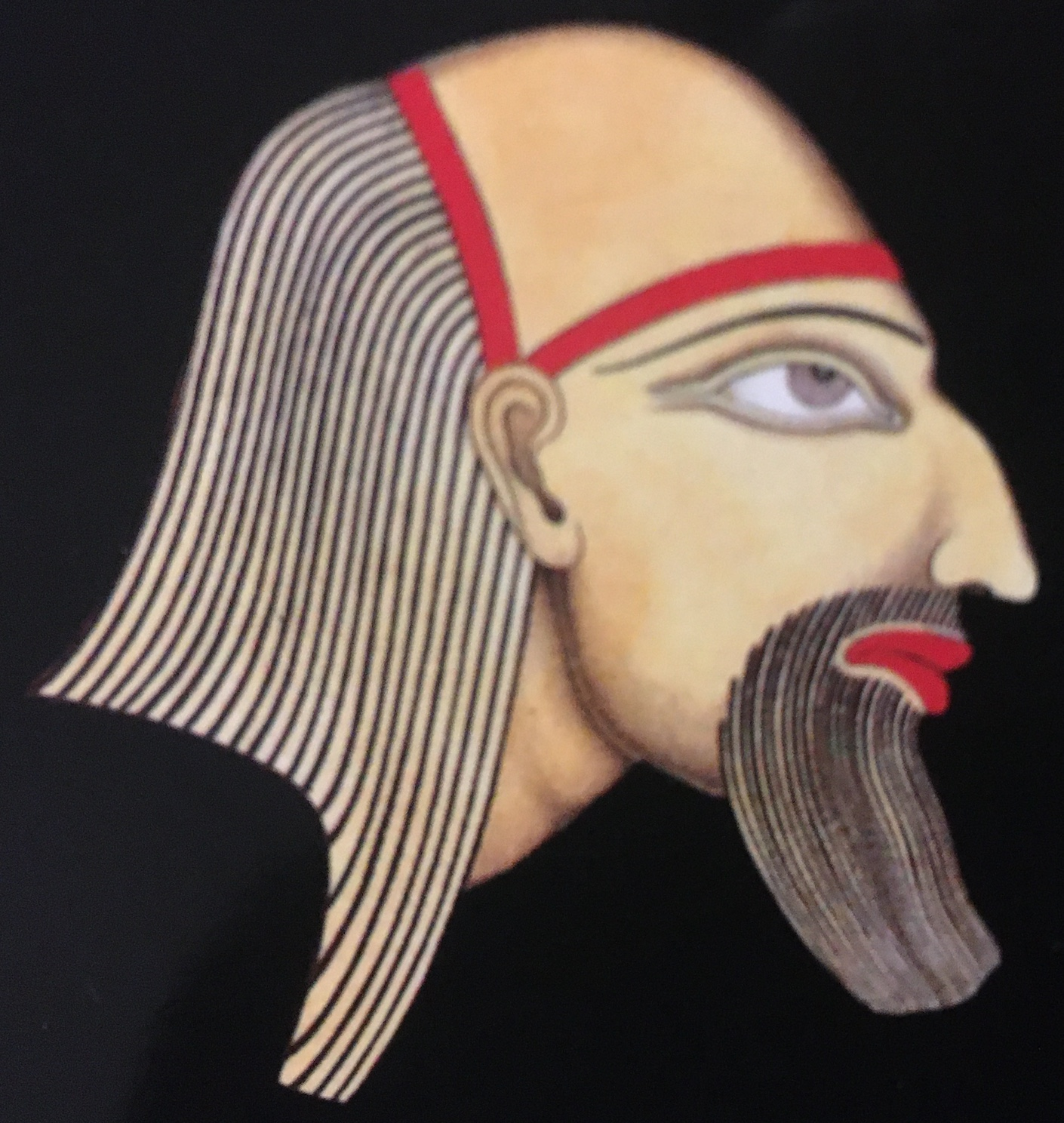
Il·lustració de Monuments de l'Égypte et la Nubie per Jean-François Champollion, reproduïda en la contraportada

Aquesta obra en format de butxaca forma part de la sèrie "Archéologie" de Gallimard: ens interessa el redescobriment de l'Egipte faraònic, des de l'època grecoromana fins al segle xx; i la història de l'egiptologia, el seu naixement i evolució; no es tracta, però, de la història de l'antic Egipte.
Segons la tradició de "Découvertes Gallimard", aquesta col·lecció es basa en una abundant documentació iconogràfica i una manera de dialogar entre la iconografia documental i el text, "monografies autèntiques, editades com a llibres d'art".
No dirigida a especialistes en la matèria, l'obra de l'egiptòleg de Lilla revela els grans moments dels descobriments arqueològics d'Egipte i els noms que sempre han estat vinculats als descobriments més espectaculars: Auguste Mariette, Gaston Maspero, Howard Carter, Pierre Montet...
L'obra és una de les cinc més populars de «Découvertes». Ha estat traduïda a més de vint idiomes, i reeditada diverses vegades. El 2012 se'n va llançar una edició digital per a iPad i una versió enriquida.

## Contingut
| «                                                       | Un món de pedres. Pedres de les piràmides, pedres dels temples, pedres de les estàtues. Cobertes per l'arena, enfonsades, oblidades. Un món de signes. Signes gravats, signes pintats. Misteriosos, incompresos. Un món que ressuscitarà per la mirada, el llapis dels viatgers, dels aventurers, dels erudits, dels arqueòlegs. Un món que revelarà a la fi els seus secrets, el 1822, gràcies a Jean-François Champollion. | » |
| — À la recherche de l’Égypte oubliée de Jean Vercoutter | |   |

El llibre s'obri amb un "tràiler" (pàg. 1–9), açò és, una sèrie d'il·lustracions a pàgina completa o doble, acompanyades de textos, de Dominique Thibault, basades en relleus pintats de l'antic Egipte, com el relleu de Ramsés III en la tomba del seu fill Amun-her-khepeixef (p. 9), entre altres. El text es divideix en set capítols:
- Capítol primer: "La desaparició de l'Egipte dels faraons" (pàgs. 13–17);
- Capítol segon: "Els viatgers de l'antiguitat" (pàgs. 19–27);
- Capítol tercer: "Croats, monjos i curiosos pel curs del Nil" (pàgs. 29–51);
- Capítol quart: "Aventurers i lladres" (pàgs. 53–85);
- Capítol cinqué: "L'era dels erudits" (pàgs. 87–99);
- Capítol sisé: "Els arqueòlegs acudeixen en ajuda d'Egipte" (pàgs. 101–111);
- Capítol seté: "Egipte recobrat" (pàgs. 113–127);
- Pàgina desplegable: Mapa del Nil dibuixat per Dominique Thibault (p. 128).

La segona part de l'obra, els "testimoniatges i documents" (pàgs. 129–197), conté un recull d'extractes dividit en setze parts:
| Primera edició francesa                                                   |  |
| ------------------------------------------------------------------------- |  |
| 1, La campanya d'Egipte (pàgs. 130–137)                                   |  |
| 2, La descripció d'Egipte (pàgs. 138–141)                                 |  |
| 3, L'estil "Retorn d'Egipte" (pàgs. 142–143)                              |  |
| 4, El llarg viatge dels obeliscs (pàgs. 144–149)                          |  |
| 5, La inauguració del Canal de Suez (pàgs. 150–151)                       |  |
| 6, El viatge a Orient (pàgs. 152–157)                                     |  |
| 7, Americans a l'assalt de les piràmides (pàgs. 158–159)                  |  |
| 8, Un oficial de marina a File (pàgs. 160–161)                            |  |
| 9, El Serapeu de Memfis (pàgs. 162–165)                                   |  |
| 10, La resurrecció de Karnak (pàgs. 166–171)                              |  |
| 11, La renaixença de File (pàgs. 172–173)                                 |  |
| 12, El salvament d’Abu Simbel (pàgs. 174–181)                             |  |
| 13, Històries de pillatges... (pàgs. 182–185)                             |  |
| 14, L'egiptologia de hui (pàgs. 186–187)                                  |  |
| 15, La jornada d'un arqueòleg (pàgs. 188–189)                             |  |
| 16, La nova vida de Ramsés II (pàgs. 190–193)                             |  |
| 17, Els misteris de les piràmides (pàgs. 194–199)                         |  |
| 18, Seguint la pista de Quèops (pàgs. 200–205)                            |  |
| 19, L'Egipte al Museu del Louvre (pàgs. 206–213)                          |  |
| Les grans divisions cronològiques de la història d'Egipte (pàgs. 214–216) |  |
| Taula d'il·lustracions (pàgs. 217–220)                                    |  |
| Índex (pàgs. 221–222)                                                     |  |
| Agraïments/Crèdits fotogràfics (p. 223)                                   |  |
| Taula de temes (p. 224)                                                   |  |

El lloc web Babelio dona al llibre una qualificació mitjana de 3.56 sobre 5, a partir de 24 qualificacions. En el lloc web Goodreads, l'obra obté una mitjana de 3.82/5 a partir de 126 qualificacions, i això indica «opinions generalment positives».
L'egiptòleg portugués Luís Manuel de Araújo en va dir en la revista Cadmo (núm. 3): "Un llibre ben dissenyat, amb un text excel·lent i una gran quantitat de bones il·lustracions. […] Aquest bell volum és valorat per l'excel·lent selecció d'imatges que profusament acompanya el text, algunes de les il·lustracions pertanyen a obres clàssiques de l'alba de l'egiptologia, com ara la Description de l'Égypte, Denkmäler aus Aegypten und Aethiopien de Karl Richard Lepsius, i Egypt and Nubia de David Roberts, entre altres".
En la revista acadèmica História: Questões & Debates (núm. 38), Johnni Langer escriu en la seua ressenya Els misteris de l'Egipte antic: "El recent "Em busca do Egito esquecido" (traducció brasilera) és un fet digne de celebrar-se. Tant pel prodigiós coneixement de l'autor Jean Vercoutter, com per la qualitat gràfica de l'obra".
L'egiptòleg rus Víctor Sólkin pensa que "el llibre és lacònic, replet de dades interessants i il·lustracions meravelloses, a vegades imatges molt excepcionals. […] En general, tenim davant nosaltres una guia en "miniatura" de la història de l'arqueologia egípcia, que presentarà tot el panorama de la interacció cultural entre el país de les piràmides i Europa al lector que no estiga familiaritzat amb Egipte".